# Temporada 2023 del Campeonato Brasileño de Fórmula Truck

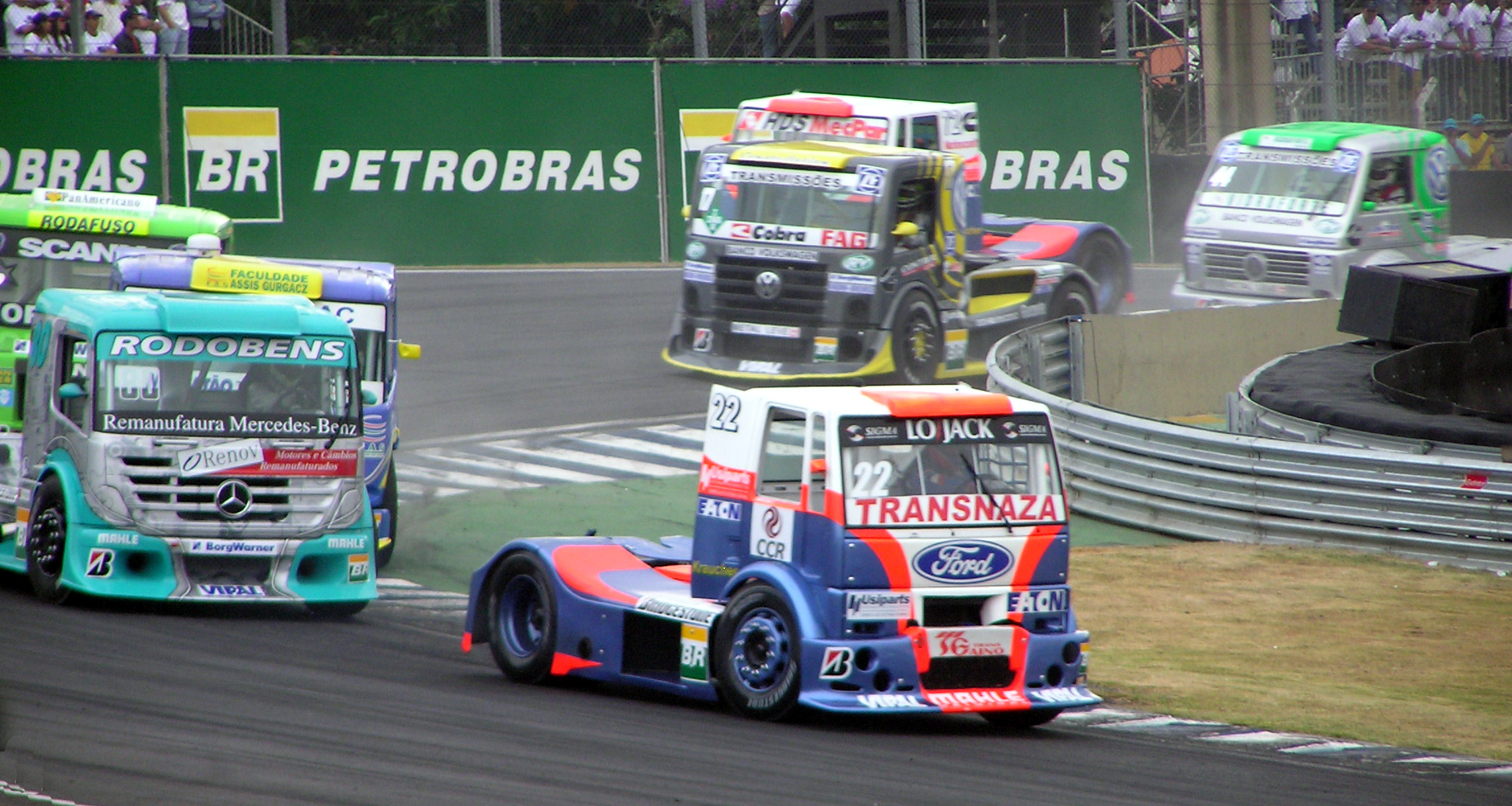
Carrera de Fórmula Truck.

La temporada 2023 del Campeonato Brasileño de Fórmula Truck es la 24.ª edición del Fórmula Truck desde que este iniciara en 1996.
La Fórmula Truck es un campeonato de carreras de camiones que se disputó en Brasil desde 1996 y hasta 2017. Fue uno de los dos campeonato de automovilismos más populares de Brasil, junto con el Stock Car Brasil, con transmisión oficial por el canal de televisión abierta Rede Bandeirantes (para Brasil) y por el Canal F1 Latin America, (para Hispanoamérica y Caribe). Al igual que el Campeonato de Europa de Camiones, la Fórmula Truck ha contado con equipo oficiales a lo largo de su historia. También compitió en otros países como Argentina y Uruguay en su incursión como campeonato sudamericano.
En 2017 y con el campeonato ya en marcha, la crisis financiera diezmó la cantidad de participantes en grilla, por lo que los directivos determinaron cerrar prematuramente la temporada. Los problemas tuvieron su inicio en la apertura de la temporada, cuando varios equipos y pilotos de gran renombre como Felipe Giaffone, Leandro Totti, Djalma Fogaça, Beto Monteiro y David Muffato dejaron la categoría en descontento con la dirigencia de la misma, creando un campeonato paralelo denominado Copa Truck.
Nuevo modelo
El presidente y promotor de la Fórmula Truck, Gilberto Hidalgo, explicó que este nuevo modelo presenta dos categorías con diferencias técnicas entre las camionetas. En la GT Truck, los motores se gestionan electrónicamente y tienen un límite de potencia de 800 hp más un 10%; mientras que en la Fórmula Truck, las camionetas compiten con motores accionados por una bomba de inyección mecánica y una potencia permitida de 700 hp más un 10%.
Hidalgo enfatizó que la potencia del motor está limitada por el reglamento, pero tanto los motores electrónicos como los mecánicos tienen la capacidad técnica de ajustarse hasta 1200 hp. Esta limitación, explicó, se debe a factores como una mayor durabilidad en las carreras y menores costos para pilotos y equipos.
Confianza y Crecimiento en 2022 y 2023
La Fórmula Truck comenzó la temporada 2023 confiada en un crecimiento continuo y en superar los objetivos, tal como sucedió en 2022. El año pasado, la categoría comenzó el campeonato con 18 camiones en la parrilla de salida y terminó con 31.
Él y toda la organización esperan una temporada 2023 muy ajetreada, con un mayor número de camiones en la pista y una asistencia garantizada en las gradas.
Desde su creación a mediados de los 90, la Fórmula Truck se ha destacado como una categoría de automovilismo extremadamente popular. Con este regreso a la pista, el evento buscaba recuperar y mantener la imagen que convirtió las carreras de camiones en un fenómeno en Brasil.

## Equipos y pilotos
| Equipo                      | Constructor   | Neu | No. | Piloto                    | Nickname         | Etapas    |
| --------------------------- | ------------- | --- | --- | ------------------------- | ---------------- | --------- |
| Impacto Race                | Scania        | P   | 23  | Jorge Maurício Ribeiro    | Jorginho Feio    | Todas     |
| Impacto Race                | Scania        | P   | 80  | Erondi Fagundes Jr        | Chaveirinho      | 5-9       |
| Bendo Competições           | Scania        | P   | 03  | Álvaro Bendo              | Álvaro           | 1-7 y 9   |
| Bendo Competições           | Scania        | P   | 06  | Túlio Bendo               | Tulinho          | 1-8       |
| Bendo Competições           | Scania        | P   | 265 | Douglas Baesso Colett     | Colett           | 6-9       |
| Berton Racing               | Scania        | P   | 15  | Daril Amaral              | Pirata           | 1-5 y 9   |
| Berton Racing               | Scania        | P   | 55  | Camilo Daniel Lovato      | Grillo           | 2-9       |
| Barramacher Motorsport      | Volvo         | P   | 08  | Leonardo Barramacher      | Léo              | Todas     |
| Barramacher Motorsport      | Ford          | P   | 27  | Cristina Rosito           | Cristina         | 5         |
| Muffatão Racing Team        | Scania        | P   | 20  | Pedro Muffato             | Muffatão         | Todas     |
| Garagem Racing              | Mercedes-Benz | P   | 33  | João Santa Helena         | Joãozinho        | Todas     |
| Garagem Racing              | Volkswagen    | P   | 82  | Fabricio Rossatto         | Rossatto         | 2-9       |
| BS Competições              | Mercedes-Benz | P   | 013 | Alex Vieira               | Peixeiro         | 2-6 y 9   |
| BS Competições              | Mercedes-Benz | P   | 51  | Sandro Pinheiro           | Pinheiro         | 2-6 y 8-9 |
| Agostini Racing             | Mercedes-Benz | P   | 97  | Rogério Agostini          | Taio             | Todas     |
| Agostini Racing             | Mercedes-Benz | P   | 44  | Valdinei Vieira           | Baté             | 1-6 y 8-9 |
| Galli Motorsport            | Volkswagen    | P   | 121 | Geraldo Alves             | Geraldinho       | 2-3       |
| AMG Competições             | Volvo         | P   | 31  | Max Nunes                 | Max              | 3 y 5-9   |
| Grupo NVS                   | Ford          | P   | 59  | Robson Pitta              | Pitta            | 1-2       |
| Prisma Motorsport           | Ford          | P   | 377 | Carlos Conci              | Duda Maluco      | Todas     |
| Macarrão Truck Racing       | Volvo         | P   | 2   | Felipe Fráguas            | Miojo - Macarrão | 2-7 y 9   |
| Dreams Racing Truck - DRT   | Scania        | P   | 76  | Rafael Fleck              | Fleck Jr         | Todas     |
| Central Trucks              | Scania        | P   | 94  | Brayan Ruan               | Brayan           | 2         |
| Zetti Racing                | Volkswagen    | P   | 67  | Lázaro Donizete           | Zetti            | Todas     |
| Zetti Racing                | Volkswagen    | P   | 10  | Cléber Sóbis              | Sóbis            | 2-3 y 5-7 |
| MKT Engineering             | Scania        | P   | 78  | Márcio Rosa               | Rosa             | 1-2 y 4-6 |
| Energet Racing              | Volvo         | P   | 88  | Cleber Fonseca            | Fonseca          | 1-7 y 9   |
| Mevania Racing              | Scania        | P   | 21  | Paulo Rampom              | Paulinho         | 1-6       |
| Mevania Racing              | Scania        | P   | 22  | Márcio Rampom             | Marcinho         | Todas     |
| 113 Limestone Brasil Racing | Scania        | P   | 14  | Márcio Limestone          | Piolho           | 2-9       |
| JB Competições              | Volvo         | P   | 100 | Lisarb Benato             | Lisarb           | 2-7       |
| Mottin Racing               | Volvo         | P   | 64  | João Helder Mottin        | Tio              | Todas     |
| Mottin Racing               | Volvo         | P   | 05  | Gilmar Antônio Mottin     | Gilmar           | 2-7 y 9   |
| Mottin Racing               | Volkswagen    | P   | 17  | Adriano Rocha             | Zoinho           | 5-9       |
| Mottin Racing               | Volvo         | P   | 600 | Ricardo Ançay             | Ançay            | 5-9       |
| Fontanella Racing           | Scania        | P   | 04  | Ramiris Fontanella        | Fontanella       | Todas     |
| Scuderia 111                | Scania        | P   | 35  | Aroldo Moyá               | Toninho          | 4-5       |
| Cascavel Diesel Racing      | Mercedes-Benz | P   | 970 | Edivan Monteiro           | Monteiro         | 2-9       |
| Cascavel Diesel Racing      | Mercedes-Benz | P   | 63  | Vander Penques            | Panques          | 1 y 4     |
| Retibam Racing              | Mercedes-Benz | P   | 333 | Douglas Torres            | Torres           | 6-9       |
| Retibam Racing              | Mercedes-Benz | P   | 11  | Kevin Martínez            | Uruguaio         | 2         |
| DAF Racing                  | Mercedes-Benz | P   | 45  | Thiago Miola Klein        | Klein            | 3-4       |
| DAF Racing                  | Mercedes-Benz | P   | 69  | Alisson Vinicius Nurnberg | Nuremberg        | 6-9       |
| Tavares Group               | Scania        | P   | 503 | Nilton Jacobsen           | Niltinho         | Todas     |
| Tavares Group               | Scania        | P   | 509 | Geovani Ferreira Tavares  | Paraguaio        | Todas     |

## Resultados

### Geral
| Ronda | Circuito                           | Fecha            | Pole Position    | Vuelta rápida     | Piloto ganador    | Equipo ganador       | Constructor   | Ref.   |
| ----- | ---------------------------------- | ---------------- | ---------------- | ----------------- | ----------------- | -------------------- | ------------- | ------ |
| 1     | Grande Prêmio de Guaporé           | 12 de marzo      | Pedro Muffato    | Pedro Muffato     | Pedro Muffato     | Muffatão Racing Team | Scania        | [ 11 ] |
| 1     | Grande Prêmio de Guaporé           | 12 de marzo      | Sin disputa      | Pedro Muffato     | Pedro Muffato     | Muffatão Racing Team | Scania        | [ 12 ] |
| 2     | Gran Premio del Uruguay            | 16 de abril      | Rogério Agostini | Rogério Agostini  | Rogério Agostini  | Agostini Racing      | Mercedes-Benz | [ 13 ] |
| 2     | Gran Premio del Uruguay            | 16 de abril      | Sin disputa      | Rogério Agostini  | Pedro Muffato     | Muffatão Racing Team | Scania        | [ 14 ] |
| 3     | Grande Prêmio de Cascavel          | 21 de mayo       | Pedro Muffato    | Rogério Agostini  | Rogério Agostini  | Agostini Racing      | Mercedes-Benz | [ 15 ] |
| 3     | Grande Prêmio de Cascavel          | 21 de mayo       | Sin disputa      | Rogério Agostini  | Rogério Agostini  | Agostini Racing      | Mercedes-Benz | [ 16 ] |
| 4     | Grande Prêmio de Londrina          | 25 de junio      | Pedro Muffato    | Pedro Muffato     | João Santa Helena | Garagem Racing       | Mercedes-Benz | [ 17 ] |
| 4     | Grande Prêmio de Londrina          | 25 de junio      | Sin disputa      | João Santa Helena | João Santa Helena | Garagem Racing       | Mercedes-Benz | [ 18 ] |
| 5     | Grande Prêmio de Nova Santa Rita   | 20 de agosto     | Pedro Muffato    | João Santa Helena | Pedro Muffato     | Muffatão Racing Team | Scania        | [ 19 ] |
| 5     | Grande Prêmio de Nova Santa Rita   | 20 de agosto     | Sin disputa      | João Santa Helena | Pedro Muffato     | Muffatão Racing Team | Scania        | [ 20 ] |
| 6     | Grande Prêmio de Santa Cruz do Sul | 17 de septiembre | Pedro Muffato    | João Santa Helena | João Santa Helena | Garagem Racing       | Mercedes-Benz | [ 21 ] |
| 6     | Grande Prêmio de Santa Cruz do Sul | 17 de septiembre | Sin disputa      | João Santa Helena | João Santa Helena | Garagem Racing       | Mercedes-Benz | [ 22 ] |
| 7     | Grande Prêmio do Rio Grande do Sul | 15 de octubre    | Rogério Agostini | João Santa Helena | Rogério Agostini  | Agostini Racing      | Mercedes-Benz | [ 23 ] |
| 7     | Grande Prêmio do Rio Grande do Sul | 15 de octubre    | Sin disputa      | Pedro Muffato     | Rogério Agostini  | Agostini Racing      | Mercedes-Benz | [ 24 ] |
| 8     | Grande Prêmio de Campo Grande      | 12 de noviembre  | Pedro Muffato    | Rogério Agostini  | Pedro Muffato     | Muffatão Racing Team | Scania        | [ 25 ] |
| 8     | Grande Prêmio de Campo Grande      | 12 de noviembre  | Sin disputa      | Pedro Muffato     | Pedro Muffato     | Muffatão Racing Team | Scania        | [ 26 ] |
| 9     | Grande Prêmio do Paraná            | 10 de diciembre  | Pedro Muffato    | Pedro Muffato     | Pedro Muffato     | Muffatão Racing Team | Scania        | [ 27 ] |
| 9     | Grande Prêmio do Paraná            | 10 de diciembre  | Sin disputa      | Pedro Muffato     | Pedro Muffato     | Muffatão Racing Team | Scania        | [ 28 ] |

## Calificación general

### Categoría Geral
| Pos. | Rider                  | GUA | GUA | URU | URU | CAS | CAS | LON | LON | NSR | NSR | SCZ | SCZ | RGS | RGS | MGS | MGS | PAR | PAR | Pts. |
| Pos. | Rider                  | RD1 | RD2 | RD1 | RD2 | RD1 | RD2 | RD1 | RD2 | RD1 | RD2 | RD1 | RD2 | RD1 | RD2 | RD1 | RD2 | RD1 | RD2 | Pts. |
| ---- | ---------------------- | --- | --- | --- | --- | --- | --- | --- | --- | --- | --- | --- | --- | --- | --- | --- | --- | --- | --- | ---- |
| 1    | Pedro Muffato          | 1   | 1   | Ret | 1   | 11  | 7   | 2   | 19  | 1   | 1   | 3   | 2   | 4   | 2   | 1   | 1   | 1   | 1   | 282  |
| 2    | Rogério Agostini       | 4   | 4   | 1   | 2   | 1   | 1   | 7   | 12  | 25  | Ret | 4   | 5   | 1   | 1   | 2   | 2   | 9   | 6   | 247  |
| 3    | Márcio Rampon          | 3   | 8   | 2   | 6   | 4   | 4   | 5   | 3   | 7   | 15  | 12  | 9   | 10  | 6   | 13  | 8   | 4   | 10  | 199  |
| 4    | João Santa Helena      | Ret | Ret | DNS | 7   | Ret | Ret | 1   | 1   | 2   | 2   | 1   | 1   | 3   | 18  | 21  | 20  | 2   | 3   | 177  |
| 5    | Carlos Eduardo Conci   | 9   | 6   | 4   | 5   | 2   | 12  | 8   | 8   | 12  | 18  | 8   | 11  | 12  | 4   | 4   | 7   | 26  | 12  | 166  |
| 6    | Jorge Maurício Ribeiro | 8   | 2   | 8   | 11  | 20  | 16  | 11  | 4   | 6   | 5   | 7   | 6   | 28  | C   | 7   | 5   | 6   | 5   | 163  |
| 7    | Rafael Fleck           | 13  | 10  | Ret | 3   | 3   | 21  | 10  | 10  | 3   | 3   | Ret | DNS | 6   | 9   | 8   | 4   | 5   | Ret | 153  |
| 8    | Álvaro Bendo           | 2   | DNS | 3   | 10  | Ret | 18  | 9   | DNS | 9   | 7   | 2   | 4   | 11  | Ret |     |     | 3   | 2   | 150  |
| 9    | Ramiris Fontanella     | 5   | 3   | Ret | 8   | 12  | 9   | 3   | 5   | 4   | 4   | 5   | 13  | Ret | 14  | 5   | Ret | 20  | 22  | 144  |
| 10   | Nilton Jacobsen        | Ret | 12  | 21  | 9   | 5   | 2   | 6   | Ret | Ret | DNS | 13  | 3   | 5   | 3   | Ret | 6   | 10  | 7   | 135  |
| 11   | Leonardo Barramacher   | 6   | 5   | 20  | 12  | 6   | 3   | 4   | 2   | 10  | 8   | 23  | Ret | 8   | DSQ | 14  | 16  | 11  | Ret | 134  |
| 12   | Lázaro Donizete        | 7   | 11  | 11  | 4   | Ret | 8   | 14  | 11  | 11  | 13  | 28  | 19  | 7   | 5   | 15  | 15  | 14  | 13  | 109  |
| 13   | Túlio Bendo            | 11  | 7   | 6   | 18  | Ret | Ret | 16  | 7   | 16  | 14  | 27  | 14  | 9   | 8   | 6   | 12  |     |     | 82   |
| 14   | Douglas Torres         |     |     |     |     |     |     |     |     |     |     | 9   | 7   | 13  | 7   | 3   | 3   | DNS | NQ  | 68   |
| 15   | Valdinei Vieira        | 12  | 9   | 10  | 23  | 7   | 5   | Ret | NC  | 19  | 12  | 18  | 18  |     |     | 11  | 13  | 23  | 18  | 65   |
| 16   | João Helder Mottin     | 16  | 17  | 14  | 13  | 10  | 6   | 23  | 16  | 17  | 11  | 11  | 8   | 17  | 11  | Ret | DNS | 19  | 11  | 61   |
| 17   | Edivan Monteiro        |     |     | 22  | Ret | Ret | DNS | 15  | 18  | 8   | 10  | 6   | 15  | 14  | 10  | Ret | DNS | 17  | 16  | 50   |
| 18   | Luís Paulo Rampon      | 10  | Ret | 7   | 19  | 9   | 14  | 17  | INF | 15  | 9   | 16  | Ret |     |     |     |     |     |     | 48   |
| 19   | Camilo Daniel Lovato   |     |     | Ret | 21  | Ret | DNP | NC  | 14  | 13  | Ret | DNS | 16  | 16  | NC  | 10  | 9   | 12  | 4   | 46   |
| 20   | Erondi Fagundes Jr     |     |     |     |     |     |     |     |     | 5   | 6   | Ret | DNS | 2   | DSQ | Ret | 21  | 28  | 21  | 45   |
| 21   | Sandro Pinheiro        |     |     | NL  | 16  | 22  | Ret | Ret | INF | 14  | Ret | 14  | 24  |     |     | 9   | 14  | 8   | 26  | 37   |
| 22   | Márcio Limenstone      |     |     | Ret | DNS | 15  | 10  | 22  | 9   | Ret | DNS | 17  | 21  | 15  | Ret | 12  | 11  | 21  | 17  | 36   |
| 23   | Alex Vieira            |     |     | 5   | 17  | 17  | 11  | 13  | Ret | 21  | Ret | Ret | DNS |     |     |     |     | 13  | 15  | 35   |
| 24   | Thiago Klein           |     |     |     |     | 8   | 13  | 12  | 6   |     |     |     |     |     |     |     |     |     |     | 33   |
| 25   | Douglas Collet         |     |     |     |     |     |     |     |     |     |     | 15  | 12  | 23  | 13  | Ret | INF | 7   | 8   | 33   |
| 26   | Alisson Nurnberg       |     |     |     |     |     |     |     |     |     |     | 10  | 10  | 18  | 12  | Ret | DNS | 15  | 9   | 25   |
| 27   | Geovani Tavares        | Ret | DNS | 12  | 20  | 13  | 19  | 18  | Ret | AN  | 17  | 19  | 17  | 20  | DNS | 16  | 10  | 16  | 14  | 23   |
| 28   | Daril Amaral           | 17  | 13  | 9   | 25  | 18  | 15  | Ret | Ret | Ret | DNQ |     |     |     |     |     |     | WD  | WD  | 15   |
| 29   | Robson Pitta           | 15  | 16  | 15  | Ret |     |     |     |     |     |     |     |     |     |     |     |     |     |     | 10   |
| 30   | Cléber Fonseca         | 14  | 15  | Ret | 24  | 21  | 20  | 20  | Ret | NL  | Wth | NPQ | NPQ | 26  | Ret |     |     | NA  | NC  | 7    |
| 31   | Fabrício Rossatto      |     |     | 17  | DSQ | 14  | Ret | 21  | 15  | 22  | 19  | 26  | Ret | 19  | DNP | 17  | 18  | 22  | 24  | 7    |
| 32   | Gilmar Mottin          |     |     | Ret | 15  | Ret | DNS | 19  | 13  |     |     |     |     |     |     |     |     | 18  | 19  | 4    |
| 33   | Vander Penques         | 18  | 14  |     |     |     |     | Ret | Wth |     |     |     |     |     |     |     |     |     |     | 2    |
| 34   | Bryan Ruan             |     |     | NPQ | 14  |     |     |     |     |     |     |     |     |     |     |     |     |     |     | 2    |
| 35   | Felipe Fráguas         |     |     | 13  | NC  | 16  | 23  | Ret | 17  | 20  | NC  | 24  | 23  | 21  | 15  |     |     | 24  | 20  | 1    |
| 36   | Lisarb Benato          |     |     | 16  | 22  | 23  | 17  | Ret | DNS | Ret | 20  | 22  | 22  | 27  | 17  |     |     |     |     | 0    |
| 37   | Ricardo Ançay          |     |     |     |     |     |     |     |     | 18  | 16  | Ret | DNA | 29  | Ret | 18  | Ret | 25  | Ret | 0    |
| 38   | Adriano Rocha          |     |     |     |     |     |     |     |     | Ret | Ret | 25  | 20  | 24  | 16  | 19  | 19  | 27  | 25  | 0    |
| 39   | Rogério Max Nunes      |     |     |     |     | 19  | Ret |     |     |     |     | 21  | Ret | 22  | NC  | 20  | 17  | Ret | 23  | 0    |
| 40   | Cléber Sóbis           |     |     | 19  | INF | AT  | DNS |     |     | Ret | Ret | 29  | Ret | 25  | Ret |     |     |     |     | 0    |
| 41   | Geraldo Alves          |     |     | 18  | Ret | Ret | 22  |     |     |     |     |     |     |     |     |     |     |     |     | 0    |
| 42   | Márcio Rosa            | Ret | Ret | DNQ | DNQ |     |     | DNF | DNF | 23  | Ret | 20  | Ret |     |     |     |     |     |     | 0    |
| 43   | Aroldo Moyá            |     |     |     |     |     |     | Ret | DNS | 24  | DNS |     |     |     |     |     |     |     |     | 0    |
| 44   | Cristina Rosito        |     |     |     |     |     |     |     |     | DSQ | Ret |     |     |     |     |     |     |     |     | 0    |
| 45   | Kevin Martínez         |     |     | Ret | DNS |     |     |     |     |     |     |     |     |     |     |     |     |     |     | 0    |
| Pos. | Rider                  | GUA | GUA | URU | URU | CAS | CAS | LON | LON | NSR | NSR | SCZ | SCZ | RGS | RGS | MGS | MGS | PAR | PAR | Pts. |

| Color     | Resultado                                                               |
| --------- | ----------------------------------------------------------------------- |
| Oro       | Ganador                                                                 |
| Plata     | 2.ª plaza                                                               |
| Bronce    | 3.ª plaza                                                               |
| Verde     | Finalizó en los puntos                                                  |
| Azul      | Finalizó sin puntos                                                     |
| Azul      | NC - No clasificado                                                     |
| Violeta   | Ret - No terminó (Carrera)                                              |
| Rojo      | DNQ - No se clasificó                                                   |
| Negro     | DSQ - Descalificado                                                     |
| Blanco    | DNS - No empezó (carrera)                                               |
| Blanco    | WD - Retirado (fin de semana)                                           |
| Blanco    | C - Carrera cancelada                                                   |
| Sin color | DNP - Inscrito pero no participó                                        |
| Sin color | INJ - Lesionado                                                         |
| Sin color | EX - Excluido                                                           |
| Estado    | Resultado                                                               |
| Negrita   | Pole position                                                           |
| Cursiva   | Vuelta rápida                                                           |
| †         | Abandona, pero clasifica al completar el porcentaje requerido para ello |

### Constructores
| Pos. | Rider         | GUA | GUA | URU | URU | CAS | CAS | LON | LON | NSR | NSR | SCZ | SCZ | RGS | RGS | MGS | MGS | PAR | PAR | Pts. |
| Pos. | Rider         | RD1 | RD2 | RD1 | RD2 | RD1 | RD2 | RD1 | RD2 | RD1 | RD2 | RD1 | RD2 | RD1 | RD2 | RD1 | RD2 | RD1 | RD2 | Pts. |
| ---- | ------------- | --- | --- | --- | --- | --- | --- | --- | --- | --- | --- | --- | --- | --- | --- | --- | --- | --- | --- | ---- |
| 1    | Scania        | 1   | 1   | 2   | 1   | 4   | 4   | 2   | 3   | 1   | 1   | 3   | 2   | 4   | 2   | 1   | 1   | 1   | 1   | 376  |
| 2    | Mercedes-Benz | 4   | 4   | 1   | 2   | 1   | 1   | 1   | 1   | 8   | 10  | 1   | 1   | 1   | 1   | 2   | 2   | 8   | 6   | 343  |
| 3    | Ford          | 9   | 6   | 4   | 5   | 2   | 12  | 8   | 8   | 12  | 18  | 8   | 11  | 12  | 4   | 4   | 7   | 26  | 12  | 141  |
| 4    | Volvo         | 6   | 5   | 13  | 12  | 6   | 3   | 4   | 2   | 10  | 8   | 23  | 8   | 8   | 11  | 14  | 16  | 11  | 11  | 134  |
| 5    | Volkswagen    | 7   | 11  | 11  | 4   | 14  | 8   | 14  | 11  | 11  | 13  | 25  | 19  | 7   | 5   | 15  | 15  | 14  | 13  | 84   |
| Pos. | Rider         | GUA | GUA | URU | URU | CAS | CAS | LON | LON | NSR | NSR | SCZ | SCZ | RGS | RGS | MGS | MGS | PAR | PAR | Pts. |

### Categoría Electrónica
| Pos. | Rider                  | GUA | GUA | URU | URU | CAS | CAS | LON | LON | NSR | NSR | SCZ | SCZ | RGS | RGS | MGS | MGS | PAR | PAR | Pts. |
| Pos. | Rider                  | RD1 | RD2 | RD1 | RD2 | RD1 | RD2 | RD1 | RD2 | RD1 | RD2 | RD1 | RD2 | RD1 | RD2 | RD1 | RD2 | RD1 | RD2 | Pts. |
| ---- | ---------------------- | --- | --- | --- | --- | --- | --- | --- | --- | --- | --- | --- | --- | --- | --- | --- | --- | --- | --- | ---- |
| 1    | Pedro Muffato          | 1   | 1   | Ret | 1   | 3   | 6   | 2   | 9   | 1   | 1   | 3   | 2   | 4   | 2   | 1   | 1   | 1   | 1   | 281  |
| 2    | Rogério Agostini       | 3   | 4   | 1   | 2   | 1   | 1   | 6   | 6   | 13  | Ret | 4   | 5   | 1   | 1   | 2   | 2   | 6   | 5   | 230  |
| 3    | Jorge Maurício Ribeiro | 6   | 2   | 4   | 7   | 2   | 11  | 8   | 3   | 5   | 4   | 6   | 6   | 13  | C   | 5   | 4   | 4   | 4   | 194  |
| 4    | João Santa Helena      | Ret | Ret | DNS | 3   | Ret | Ret | 1   | 1   | 2   | 2   | 1   | 1   | 3   | 9   | 10  | 10  | 2   | 3   | 191  |
| 5    | Ramiris Fontanella     | 4   | 3   | Ret | 4   | 7   | 7   | 3   | 4   | 3   | 3   | 7   | 9   | Ret | 7   | 4   | Ret | 12  | 13  | 170  |
| 6    | Leonardo Barramacher   | 5   | 5   | 9   | 8   | 6   | 3   | 4   | 2   | 8   | 7   | 15  | Ret | 6   | DSQ | 9   | 9   | 8   | Ret | 156  |
| 7    | Nilton Jacobsen        | Ret | 7   | 10  | 5   | 4   | 2   | 5   | Ret | Ret | DNS | 10  | 3   | 5   | 3   | Ret | 5   | 7   | 6   | 143  |
| 8    | Álvaro Bendo           | 2   | DNS | 2   | 6   | Ret | 13  | 7   | DNS | 7   | 6   | 2   | 4   | 7   | Ret |     |     | 3   | 2   | 137  |
| 9    | João Helder Mottin     | 8   | 10  | 7   | 9   | 10  | 5   | 12  | 7   | 10  | 9   | 9   | 8   | 11  | 6   | Ret | DNS | 11  | 7   | 129  |
| 10   | Valdinei Vieira        | 7   | 6   | 6   | 14  | 5   | 4   | Ret | NC  | 11  | 10  | 13  | 11  |     |     | 7   | 7   | 14  | 11  | 110  |
| 11   | Edivan Monteiro        |     |     | 11  | Ret | Ret | DNS | 10  | 8   | 6   | 8   | 5   | 10  | 9   | 5   | Ret | DNS | 10  | 9   | 100  |
| 12   | Márcio Limenstone      |     |     |     |     | 8   | 8   | 11  | 5   | Ret | DNS | 12  | 12  | 10  | Ret | 8   | 6   | 13  | 10  | 97   |
| 13   | Douglas Torres         |     |     |     |     |     |     |     |     |     |     | 8   | 7   | 8   | 4   | 3   | 3   | DNS | NQ  | 77   |
| 14   | Sandro Pinheiro        |     |     | NL  | 11  | 12  | Ret | Ret | INF | 9   | Ret | 11  | Ret |     |     | 6   | 8   | 5   | 14  | 67   |
| 15   | Erondi Fagundes Jr     |     |     |     |     |     |     |     |     | 4   | 5   | Ret | DNS | 2   | DSQ | Ret | 11  | 15  | 12  | 61   |
| 16   | Alex Vieira            |     |     | 3   | 12  | 9   | 9   | 9   | Ret | 12  | Ret | Ret | DNS |     |     |     |     | 9   | 8   | 56   |
| 17   | Lisarb Benato          |     |     | 8   | 13  | 13  | 12  | Ret | DNS | Ret | 11  | 14  | 13  | 12  | 8   |     |     |     |     | 41   |
| 18   | Daril Amaral           | 9   | 8   | 5   | 15  | 11  | 10  | Ret | Ret | Ret | DNQ |     |     |     |     |     |     | WD  | WD  | 34   |
| 19   | Vander Penques         | 10  | 9   |     |     |     |     | Ret | Wth |     |     |     |     |     |     |     |     |     |     | 17   |
| 20   | Cristina Rosito        |     |     |     |     |     |     |     |     | DSQ | Ret |     |     |     |     |     |     |     |     | 0    |
| 21   | Bryan Ruan             |     |     | NPQ | 10  |     |     |     |     |     |     |     |     |     |     |     |     |     |     | 0    |
| 22   | Kevin Martínez         |     |     | Ret | DNS |     |     |     |     |     |     |     |     |     |     |     |     |     |     | 0    |
| Pos. | Rider                  | GUA | GUA | URU | URU | CAS | CAS | LON | LON | NSR | NSR | SCZ | SCZ | RGS | RGS | MGS | MGS | PAR | PAR | Pts. |

| Color     | Resultado                                                               |
| --------- | ----------------------------------------------------------------------- |
| Oro       | Ganador                                                                 |
| Plata     | 2.ª plaza                                                               |
| Bronce    | 3.ª plaza                                                               |
| Verde     | Finalizó en los puntos                                                  |
| Azul      | Finalizó sin puntos                                                     |
| Azul      | NC - No clasificado                                                     |
| Violeta   | Ret - No terminó (Carrera)                                              |
| Rojo      | DNQ - No se clasificó                                                   |
| Negro     | DSQ - Descalificado                                                     |
| Blanco    | DNS - No empezó (carrera)                                               |
| Blanco    | WD - Retirado (fin de semana)                                           |
| Blanco    | C - Carrera cancelada                                                   |
| Sin color | DNP - Inscrito pero no participó                                        |
| Sin color | INJ - Lesionado                                                         |
| Sin color | EX - Excluido                                                           |
| Estado    | Resultado                                                               |
| Negrita   | Pole position                                                           |
| Cursiva   | Vuelta rápida                                                           |
| †         | Abandona, pero clasifica al completar el porcentaje requerido para ello |

### Constructores
| Pos. | Rider         | GUA | GUA | URU | URU | CAS | CAS | LON | LON | NSR | NSR | SCZ | SCZ | RGS | RGS | MGS | MGS | PAR | PAR | Pts. |
| Pos. | Rider         | RD1 | RD2 | RD1 | RD2 | RD1 | RD2 | RD1 | RD2 | RD1 | RD2 | RD1 | RD2 | RD1 | RD2 | RD1 | RD2 | RD1 | RD2 | Pts. |
| ---- | ------------- | --- | --- | --- | --- | --- | --- | --- | --- | --- | --- | --- | --- | --- | --- | --- | --- | --- | --- | ---- |
| 1    | Mercedes-Benz | 3   | 4   | 1   | 2   | 1   | 1   | 1   | 1   | 2   | 2   | 1   | 1   | 1   | 1   | 2   | 2   | 2   | 3   | 390  |
| 2    | Scania        | 1   | 1   | 2   | 1   | 2   | 6   | 2   | 3   | 1   | 1   | 2   | 2   | 4   | 2   | 1   | 1   | 1   | 1   | 384  |
| 3    | Volvo         | 5   | 5   | 7   | 8   | 6   | 3   | 4   | 2   | 8   | 7   | 9   | 8   | 6   | 6   | 9   | 9   | 8   | 7   | 181  |
| 4    | Ford          |     |     |     |     |     |     |     |     | DSQ | Ret |     |     |     |     |     |     |     |     | 0    |
| Pos. | Rider         | GUA | GUA | URU | URU | CAS | CAS | LON | LON | NSR | NSR | SCZ | SCZ | RGS | RGS | MGS | MGS | PAR | PAR | Pts. |

### Categoría Bomba Injetora
| Pos. | Rider                | GUA | GUA | URU | URU | CAS | CAS | LON | LON | NSR | NSR | SCZ | SCZ | RGS | RGS | MGS | MGS | PAR | PAR | Pts. |
| Pos. | Rider                | RD1 | RD2 | RD1 | RD2 | RD1 | RD2 | RD1 | RD2 | RD1 | RD2 | RD1 | RD2 | RD1 | RD2 | RD1 | RD2 | RD1 | RD2 | Pts. |
| ---- | -------------------- | --- | --- | --- | --- | --- | --- | --- | --- | --- | --- | --- | --- | --- | --- | --- | --- | --- | --- | ---- |
| 1    | Márcio Rampon        | 1   | 3   | 1   | 4   | 3   | 1   | 1   | 1   | 2   | 5   | 3   | 1   | 4   | 3   | 5   | 3   | 1   | 4   | 263  |
| 2    | Carlos Eduardo Conci | 3   | 1   | 2   | 3   | 1   | 3   | 2   | 4   | 4   | 8   | 1   | 3   | 5   | 1   | 1   | 2   | 12  | 5   | 254  |
| 3    | Rafael Fleck         | 6   | 4   | Ret | 1   | 2   | 8   | 3   | 5   | 1   | 1   | Ret | DNS | 1   | 5   | 3   | 1   | 2   | Ret | 228  |
| 4    | Lázaro Donizete      | 2   | 5   | 5   | 2   | Ret | 2   | 5   | 6   | 3   | 3   | 13  | 8   | 2   | 2   | 6   | 7   | 5   | 6   | 202  |
| 5    | Túlio Bendo          | 5   | 2   | 3   | 6   | Ret | Ret | 6   | 3   | 7   | 4   | 12  | 5   | 3   | 4   | 2   | 6   |     |     | 161  |
| 6    | Geovani Tavares      | Ret | DNS | 6   | 8   | 6   | 6   | 8   | Ret | AN  | 7   | 6   | 7   | 9   | DNS | 7   | 5   | 7   | 7   | 126  |
| 7    | Camilo Daniel Lovato |     |     | Ret | 9   | Ret | DNP | NC  | 8   | 5   | Ret | DNS | 6   | 6   | NC  | 4   | 4   | 4   | 1   | 120  |
| 8    | Luís Paulo Rampon    | 4   | Ret | 4   | 7   | 5   | 5   | 7   | INF | 6   | 2   | 5   | Ret |     |     |     |     |     |     | 100  |
| 9    | Alisson Nurnberg     |     |     |     |     |     |     |     |     |     |     | 2   | 2   | 7   | 6   | Ret | DNS | 6   | 3   | 87   |
| 10   | Felipe Fráguas       |     |     | 7   | NC  | 8   | 10  | Ret | 10  | 9   | NC  | 9   | 10  | 10  | 8   |     |     | 10  | 9   | 82   |
| 11   | Douglas Collet       |     |     |     |     |     |     |     |     |     |     | 4   | 4   | 12  | 7   | Ret | INF | 3   | 2   | 79   |
| 12   | Rogério Max Nunes    |     |     |     |     | 9   | Ret |     |     |     |     | 8   | Ret | 11  | NC  | 11  | 8   | Ret | 10  | 68   |
| 13   | Thiago Klein         |     |     |     |     | 4   | 4   | 4   | 2   |     |     |     |     |     |     |     |     |     |     | 60   |
| 14   | Adriano Rocha        |     |     |     |     |     |     |     |     | Ret | Ret | 10  | 9   | 13  | 9   | 10  | 10  | 13  | 12  | 59   |
| 15   | Cléber Fonseca       | 7   | 6   | Ret | 10  | 10  | 7   | 10  | Ret | NL  | Wth | NPQ | NPQ | 15  | Ret |     |     | NA  | NC  | 50   |
| 16   | Gilmar Mottin        |     |     | Ret | 5   | Ret | DNS | 9   | 7   |     |     |     |     |     |     |     |     | 8   | 8   | 48   |
| 17   | Ricardo Ançay        |     |     |     |     |     |     |     |     | 8   | 6   | Ret | DNA | 16  | Ret | 9   | Ret | 11  | Ret | 42   |
| 18   | Fabrício Rossatto    |     |     | 9   | DSQ | 7   | Ret | 11  | 9   | 10  | 9   | 11  | Ret | 8   | DNP | 8   | 9   | 9   | 11  | 35   |
| 19   | Márcio Rosa          | Ret | Ret | DNQ | DNQ |     |     | DNF | DNF | 11  | Ret | 7   | Ret |     |     |     |     |     |     | 33   |
| 20   | Robson Pitta         | 8   | 7   | 8   | Ret |     |     |     |     |     |     |     |     |     |     |     |     |     |     | 21   |
| 21   | Cléber Sóbis         |     |     | 11  | INF | AT  | DNS |     |     | Ret | Ret | 14  | Ret | 14  | Ret |     |     |     |     | 12   |
| 22   | Aroldo Moyá          |     |     |     |     |     |     | Ret | DNS | 12  | DNS |     |     |     |     |     |     |     |     | 8    |
| 23   | Geraldo Alves        |     |     | 10  | Ret | Ret | 9   |     |     |     |     |     |     |     |     |     |     |     |     | 7    |
| 24   | Márcio Limenstone    |     |     | Ret | DNS |     |     |     |     |     |     |     |     |     |     |     |     |     |     | 0    |
| Pos. | Rider                | GUA | GUA | URU | URU | CAS | CAS | LON | LON | NSR | NSR | SCZ | SCZ | RGS | RGS | MGS | MGS | PAR | PAR | Pts. |

| Color     | Resultado                                                               |
| --------- | ----------------------------------------------------------------------- |
| Oro       | Ganador                                                                 |
| Plata     | 2.ª plaza                                                               |
| Bronce    | 3.ª plaza                                                               |
| Verde     | Finalizó en los puntos                                                  |
| Azul      | Finalizó sin puntos                                                     |
| Azul      | NC - No clasificado                                                     |
| Violeta   | Ret - No terminó (Carrera)                                              |
| Rojo      | DNQ - No se clasificó                                                   |
| Negro     | DSQ - Descalificado                                                     |
| Blanco    | DNS - No empezó (carrera)                                               |
| Blanco    | WD - Retirado (fin de semana)                                           |
| Blanco    | C - Carrera cancelada                                                   |
| Sin color | DNP - Inscrito pero no participó                                        |
| Sin color | INJ - Lesionado                                                         |
| Sin color | EX - Excluido                                                           |
| Estado    | Resultado                                                               |
| Negrita   | Pole position                                                           |
| Cursiva   | Vuelta rápida                                                           |
| †         | Abandona, pero clasifica al completar el porcentaje requerido para ello |

### Constructores
| Pos. | Rider         | GUA | GUA | URU | URU | CAS | CAS | LON | LON | NSR | NSR | SCZ | SCZ | RGS | RGS | MGS | MGS | PAR | PAR | Pts. |
| Pos. | Rider         | RD1 | RD2 | RD1 | RD2 | RD1 | RD2 | RD1 | RD2 | RD1 | RD2 | RD1 | RD2 | RD1 | RD2 | RD1 | RD2 | RD1 | RD2 | Pts. |
| ---- | ------------- | --- | --- | --- | --- | --- | --- | --- | --- | --- | --- | --- | --- | --- | --- | --- | --- | --- | --- | ---- |
| 1    | Scania        | 1   | 2   | 1   | 1   | 2   | 1   | 1   | 1   | 1   | 1   | 3   | 1   | 1   | 3   | 2   | 1   | 1   | 1   | 417  |
| 2    | Ford          | 3   | 1   | 2   | 3   | 1   | 3   | 2   | 4   | 4   | 8   | 1   | 3   | 5   | 1   | 1   | 2   | 12  | 5   | 309  |
| 3    | Volkswagen    | 2   | 5   | 5   | 2   | 7   | 2   | 5   | 6   | 3   | 3   | 10  | 8   | 2   | 2   | 6   | 7   | 5   | 6   | 238  |
| 4    | Volvo         | 7   | 6   | 7   | 5   | 8   | 7   | 9   | 7   | 8   | 6   | 8   | 10  | 10  | 8   | 9   | 8   | 8   | 8   | 149  |
| 5    | Mercedes-Benz |     |     |     |     | 4   | 4   | 4   | 2   |     |     | 2   | 2   | 7   | 6   | Ret | DNS | 6   | 3   | 144  |
| Pos. | Rider         | GUA | GUA | URU | URU | CAS | CAS | LON | LON | NSR | NSR | SCZ | SCZ | RGS | RGS | MGS | MGS | PAR | PAR | Pts. |

### Copa Mercosul
| Pos. | Rider                  | URU | URU | CAS | CAS | LON | LON | NSR | NSR | SCZ | SCZ | RGS | RGS | MGS | MGS | Pts. |
| Pos. | Rider                  | RD1 | RD2 | RD1 | RD2 | RD1 | RD2 | RD1 | RD2 | RD1 | RD2 | RD1 | RD2 | RD1 | RD2 | Pts. |
| ---- | ---------------------- | --- | --- | --- | --- | --- | --- | --- | --- | --- | --- | --- | --- | --- | --- | ---- |
| 1    | Pedro Muffato          | Ret | 1   | 11  | 7   | 2   | 19  | 1   | 1   | 3   | 2   | 4   | 2   | 1   | 1   | 228  |
| 2    | Rogério Agostini       | 1   | 2   | 1   | 1   | 7   | 12  | 25  | Ret | 4   | 5   | 1   | 1   | 2   | 2   | 222  |
| 3    | João Santa Helena      | DNS | 7   | Ret | Ret | 1   | 1   | 2   | 2   | 1   | 1   | 3   | 18  | 21  | 20  | 165  |
| 4    | Márcio Rampon          | 2   | 6   | 4   | 4   | 5   | 3   | 7   | 15  | 12  | 9   | 10  | 6   | 13  | 8   | 131  |
| 5    | Carlos Eduardo Conci   | 4   | 5   | 2   | 12  | 8   | 8   | 12  | 18  | 8   | 11  | 12  | 4   | 4   | 7   | 120  |
| 6    | Rafael Fleck           | Ret | 3   | 3   | 21  | 10  | 10  | 3   | 3   | Ret | DNS | 6   | 9   | 8   | 4   | 114  |
| 7    | Nilton Jacobsen        | 21  | 9   | 5   | 2   | 6   | Ret | Ret | DNS | 13  | 3   | 5   | 3   | Ret | 6   | 104  |
| 8    | Ramiris Fontanella     | Ret | 8   | 12  | 9   | 3   | 5   | 4   | 4   | 5   | 13  | Ret | 14  | 5   | Ret | 99   |
| 9    | Jorge Maurício Ribeiro | 8   | 11  | 20  | 16  | 11  | 4   | 6   | 5   | 7   | 6   | 28  | C   | 7   | 5   | 91   |
| 10   | Leonardo Barramacher   | 20  | 12  | 6   | 3   | 4   | 2   | 10  | 8   | 23  | Ret | 8   | DSQ | 14  | 16  | 87   |
| 11   | Álvaro Bendo           | 3   | 10  | Ret | 18  | 9   | DNS | 9   | 7   | 2   | 4   | 11  | Ret |     |     | 83   |
| 12   | Lázaro Donizete        | 11  | 4   | Ret | 8   | 14  | 11  | 11  | 13  | 28  | 19  | 7   | 5   | 15  | 15  | 63   |
| 13   | Douglas Torres         |     |     |     |     |     |     |     |     | 9   | 7   | 13  | 7   | 3   | 3   | 60   |
| 14   | Túlio Bendo            | 6   | 18  | Ret | Ret | 16  | 7   | 16  | 14  | 27  | 14  | 9   | 8   | 6   | 12  | 52   |
| 15   | João Helder Mottin     | 14  | 13  | 10  | 6   | 23  | 16  | 17  | 11  | 11  | 8   | 17  | 11  | Ret | DNS | 44   |
| 16   | Erondi Fagundes Jr     |     |     |     |     |     |     | 5   | 6   | Ret | DNS | 2   | DSQ | Ret | 21  | 41   |
| 17   | Valdinei Vieira        | 10  | 23  | 7   | 5   | Ret | NC  | 19  | 12  | 18  | 18  |     |     | 11  | 13  | 38   |
| 18   | Edivan Monteiro        | 22  | Ret | Ret | DNS | 15  | 18  | 8   | 10  | 6   | 15  | 14  | 10  | Ret | DNS | 34   |
| 19   | Luís Paulo Rampon      | 7   | 19  | 9   | 14  | 17  | INF | 15  | 9   | 16  | Ret |     |     |     |     | 26   |
| 20   | Thiago Klein           |     |     | 8   | 13  | 12  | 6   |     |     |     |     |     |     |     |     | 25   |
| 21   | Márcio Limenstone      | Ret | DNS | 15  | 10  | 22  | 9   | Ret | DNS | 17  | 21  | 15  | Ret | 12  | 11  | 24   |
| 22   | Alex Vieira            | 5   | 17  | 17  | 11  | 13  | Ret | 21  | Ret | Ret | DNS |     |     |     |     | 19   |
| 23   | Camilo Daniel Lovato   | Ret | 21  | Ret | DNP | NC  | 14  | 13  | Ret | DNS | 16  | 16  | NC  | 10  | 9   | 18   |
| 24   | Alisson Nurnberg       |     |     |     |     |     |     |     |     | 10  | 10  | 18  | 12  | Ret | DNS | 16   |
| 25   | Sandro Pinheiro        | NL  | 16  | 22  | Ret | Ret | INF | 14  | Ret | 14  | 24  |     |     | 9   | 14  | 13   |
| 26   | Geovani Tavares        | 12  | 20  | 13  | 19  | 18  | Ret | AN  | 17  | 19  | 17  | 20  | DNS | 16  | 10  | 13   |
| 27   | Daril Amaral           | 9   | 25  | 18  | 15  | Ret | Ret | Ret | DNQ |     |     |     |     |     |     | 8    |
| 28   | Douglas Collet         |     |     |     |     |     |     |     |     | 15  | 12  | 23  | 13  | Ret | INF | 8    |
| 29   | Felipe Fráguas         | 13  | NC  | 16  | 23  | Ret | 17  | 20  | NC  | 24  | 23  | 21  | 15  |     |     | 4    |
| 30   | Gilmar Mottin          | Ret | 15  | Ret | DNS | 19  | 13  |     |     |     |     |     |     |     |     | 4    |
| 31   | Fabrício Rossatto      | 17  | DSQ | 14  | Ret | 21  | 15  | 22  | 19  | 26  | Ret | 19  | DNP | 17  | 18  | 3    |
| 32   | Bryan Ruan             | NPQ | 14  |     |     |     |     |     |     |     |     |     |     |     |     | 2    |
| 33   | Robson Pitta           | 15  | Ret |     |     |     |     |     |     |     |     |     |     |     |     | 1    |
| 34   | Cléber Fonseca         | Ret | 24  | 21  | 20  | 20  | Ret | NL  | Wth | NPQ | NPQ | 26  | Ret |     |     | 0    |
| 35   | Lisarb Benato          | 16  | 22  | 23  | 17  | Ret | DNS | Ret | 20  | 22  | 22  | 27  | 17  |     |     | 0    |
| 36   | Ricardo Ançay          |     |     |     |     |     |     | 18  | 16  | Ret | DNA | 29  | Ret | 18  | Ret | 0    |
| 37   | Adriano Rocha          |     |     |     |     |     |     | Ret | Ret | 25  | 20  | 24  | 16  | 19  | 19  | 0    |
| 38   | Rogério Max Nunes      |     |     | 19  | Ret |     |     |     |     | 21  | Ret | 22  | NC  | 20  | 17  | 0    |
| 39   | Geraldo Alves          | 18  | Ret | Ret | 22  |     |     |     |     |     |     |     |     |     |     | 0    |
| 40   | Cléber Sóbis           | 19  | INF | AT  | DNS |     |     | Ret | Ret | 29  | Ret | 25  | Ret |     |     | 0    |
| 41   | Márcio Rosa            | DNQ | DNQ |     |     | DNF | DNF | 23  | Ret | 20  | Ret |     |     |     |     | 0    |
| 42   | Aroldo Moyá            |     |     |     |     | Ret | DNS | 24  | DNS |     |     |     |     |     |     | 0    |
| 43   | Vander Penques         |     |     |     |     | Ret | Wth |     |     |     |     |     |     |     |     | 0    |
| 44   | Cristina Rosito        |     |     |     |     |     |     | DSQ | Ret |     |     |     |     |     |     | 0    |
| 45   | Kevin Martínez         | Ret | DNS |     |     |     |     |     |     |     |     |     |     |     |     | 0    |
| Pos. | Rider                  | URU | URU | CAS | CAS | LON | LON | NSR | NSR | SCZ | SCZ | RGS | RGS | MGS | MGS | Pts. |

| Color     | Resultado                                                               |
| --------- | ----------------------------------------------------------------------- |
| Oro       | Ganador                                                                 |
| Plata     | 2.ª plaza                                                               |
| Bronce    | 3.ª plaza                                                               |
| Verde     | Finalizó en los puntos                                                  |
| Azul      | Finalizó sin puntos                                                     |
| Azul      | NC - No clasificado                                                     |
| Violeta   | Ret - No terminó (Carrera)                                              |
| Rojo      | DNQ - No se clasificó                                                   |
| Negro     | DSQ - Descalificado                                                     |
| Blanco    | DNS - No empezó (carrera)                                               |
| Blanco    | WD - Retirado (fin de semana)                                           |
| Blanco    | C - Carrera cancelada                                                   |
| Sin color | DNP - Inscrito pero no participó                                        |
| Sin color | INJ - Lesionado                                                         |
| Sin color | EX - Excluido                                                           |
| Estado    | Resultado                                                               |
| Negrita   | Pole position                                                           |
| Cursiva   | Vuelta rápida                                                           |
| †         | Abandona, pero clasifica al completar el porcentaje requerido para ello |

### Constructores
| Pos. | Rider         | URU | URU | CAS | CAS | LON | LON | NSR | NSR | SCZ | SCZ | RGS | RGS | MGS | MGS | Pts. |
| Pos. | Rider         | RD1 | RD2 | RD1 | RD2 | RD1 | RD2 | RD1 | RD2 | RD1 | RD2 | RD1 | RD2 | RD1 | RD2 | Pts. |
| ---- | ------------- | --- | --- | --- | --- | --- | --- | --- | --- | --- | --- | --- | --- | --- | --- | ---- |
| 1    | Mercedes-Benz | 1   | 2   | 1   | 1   | 1   | 1   | 8   | 10  | 1   | 1   | 1   | 1   | 2   | 2   | 299  |
| 2    | Scania        | 2   | 1   | 4   | 4   | 2   | 3   | 1   | 1   | 3   | 2   | 4   | 2   | 1   | 1   | 276  |
| 3    | Ford          | 4   | 5   | 2   | 12  | 8   | 8   | 12  | 18  | 8   | 11  | 12  | 4   | 4   | 7   | 120  |
| 4    | Volvo         | 13  | 12  | 6   | 3   | 4   | 2   | 10  | 8   | 23  | 8   | 8   | 11  | 14  | 16  | 103  |
| 5    | Volkswagen    | 11  | 4   | 14  | 8   | 14  | 11  | 11  | 13  | 25  | 19  | 7   | 5   | 15  | 15  | 65   |
| Pos. | Rider         | URU | URU | CAS | CAS | LON | LON | NSR | NSR | SCZ | SCZ | RGS | RGS | MGS | MGS | Pts. |

### Sistema de puntuaciones
Es lícito descartar los tres peores resultados de la temporada.
| Puntuación | 1° | 2° | 3° | 4° | 5° | 6° | 7° | 8° | 9° | 10° | 11° | 12° | 13° | 14° | 15° |
| ---------- | -- | -- | -- | -- | -- | -- | -- | -- | -- | --- | --- | --- | --- | --- | --- |
| Carrera 1  | 22 | 20 | 18 | 16 | 15 | 14 | 13 | 12 | 11 | 10  | 9   | 8   | 7   | 6   | 5   |
| Carrera 2  | 18 | 16 | 14 | 12 | 11 | 10 | 9  | 8  | 7  | 6   | 5   | 4   | 3   | 2   | 1   |

### Enlace a resultados
Aquí encontrarás todos los resultados de la carrera.
| Link                              |
| --------------------------------- |
| https://racehero.io/orgs/cronobox |

## Cobertura televisiva
Las Carreras de lo Campeonato Brasileño de Superbikes se transmiten por Televisión por Cable incluyendo: ESPN, Fox Sports, Movistar+, CBS Sports y NBC Sports. 

### Cobertura en Brasil
| Transmissão | Transmissão                        |
| ----------- | ---------------------------------- |
| RedeTV      | Narração: Fernando Zanella         |
| RedeTV      | Narração: Gilmar Pessutto          |
| RedeTV      | Comentários: Luiz Gromowski        |
| RedeTV      | Comentários: Paulo Roberto Cavalli |

| Transmissão | Transmissão                   |
| ----------- | ----------------------------- |
| YouTube     | Narração: Octávio Muniz       |
| YouTube     | Narração: Thiago Fabris       |
| YouTube     | Comentários: Ivar Castagnetti |
| YouTube     | Comentários: Henrique Gava    |

### Otros países
- Colombia: RCN Televisión y RCN HD2
- Portugal: Sport TV
- Reino Unido: BT Sport
- Canadá: Sportsnet
- España: Movistar+
- Hispanoamérica: ESPN y Star+

### Enlaces de transmisión
| Internet (Global) |
| ----------------- |
| YouTube           |
| Motorsport.tv     |
| Facebook          |
| Zoome             |
| Catve.com         |
| Auto Videos       |
| Twitch            |